# Приозёрское
Приозёрское — село в составе Левокумского района (муниципального округа) Ставропольского края России.

## Варианты названия
- Муса-Аджи,
- Мусса-Аджи,
- Мусса-Эшей-Аджиев[6].

## География
Расстояние до краевого центра: 225 км.
Расстояние до районного центра: 48 км.
Площадь поселения составляет 391,14 км².

## История
Дата основания: 1913 год.
По состоянию на 1939 год село Мусса-Аджи было административным центром Мусса-Аджинского сельсовета Арзгирского района Орджоникидзевского края.
На основании указа президиума Верховного Совета РСФСР от 10 августа 1949 года и решения Ставропольского крайисполкома от 30 августа 1949 года Мусса-Аджинский сельсовет был переименован в Приозёрский, а село Мусса-Аджи — в село Приозёрское. После упразднения в 1963 году Арзгирского района сельсовет был передан Левокумскому району Ставропольского края.
На 1 марта 1966 года в состав Приозёрского сельсовета входило 4 населённых пункта: сёла Приозёрское и Турксад, хутора Арбали и Термита:18.
До 16 марта 2020 года село образовывало сельское поселение село Приозёрское.

## Население
| 1925  | 1989  | 2002  | 2010  | 2012  | 2013  | 2014  |
| ----- | ----- | ----- | ----- | ----- | ----- | ----- |
| 1301  | ↗2251 | ↗2291 | ↗2393 | ↘2389 | ↘2363 | ↗2375 |
| 2015  | 2016  | 2017  | 2018  | 2019  | 2020  | 2021  |
| ↗2389 | ↘2375 | ↘2367 | ↗2371 | ↗2378 | ↗2386 | ↘1401 |

Национальный состав
По данным переписи 2002 года в национальной структуре населения русские составляли 33 %, даргинцы — 59 %.
По итогам переписи населения 2010 года проживали следующие национальности (национальности менее 1 %, см. в сноске к строке "Другие"):
| Национальность | Численность | Процент |
| -------------- | ----------- | ------- |
| Даргинцы       | 1490        | 62,26   |
| Русские        | 801         | 33,47   |
| Молдаване      | 55          | 2,30    |
| Другие         | 47          | 1,96    |
| Итого          | 2393        | 100,00  |

По данным переписи 2020 года в национальной структуре населения даргинцы составляли 78,07 %

## Инфраструктура
- Социально-культурный центр
- Сельская библиотека. Открыта 23 марта 1948 года[28]

## Образование
- Детский сад № 11
- Средняя общеобразовательная школа № 8. Открыта 1 сентября 1972 года[29]

## Памятники
- Памятник воинам-землякам, погибшим в годы Великой Отечественной войны 1941—1945 гг. 1948 год[30]
- Братская могила мирных жителей — жертв фашизма. 1942—1943, 1946 года[31]

## Кладбище
В 1 км к югу от села расположено общественное открытое кладбище площадью 100 тыс. м².